# Sinningia guttata
Sinningia guttata là một loài thực vật có hoa trong họ Tai voi. Loài này được Lindl. miêu tả khoa học đầu tiên năm 1827.